# Caracal
Caracal caracal
Pour les articles homonymes, voir Caracal et Lynx.
Espèce
Statut de conservation UICN

 LC  : Préoccupation mineure
Statut CITES
Statut CITES
Répartition géographique
Répartition du caracal en 2016
Le Caracal (Caracal caracal) est un félin du genre Caracal largement répandu en Afrique et en Asie depuis le Moyen-Orient jusqu'au sous-continent indien. En 2008, le caracal était classé en catégorie préoccupation mineure sur la liste rouge de l'UICN en raison de sa présence relativement commune notamment en Afrique australe et en Afrique de l'Est. Le caracal est néanmoins considéré comme menacé en Afrique du Nord et rare en Asie centrale et en Inde.
Le caracal possède de longs pinceaux de poils noirs caractéristiques à l'extrémité des oreilles. Il est également connu pour les bonds pouvant atteindre 3 mètres qu'il est capable d'effectuer pour attraper des oiseaux en vol.
Le nom binominal Caracal caracal (Schreber, 1776) est attribué au zoologiste allemand Johann Christian Daniel von Schreber qui a décrit Felis caracal en 1776 à partir d'un spécimen prélevé dans la région de la Montagne de la Table, en Afrique du Sud, qui est considérée comme la localité type de l'espèce. Le genre Caracal a été utilisé pour la première fois par le naturaliste britannique John Edward Gray en 1843 sur la base de l'étude d'un spécimen prélevé dans la région du cap de Bonne-Espérance.
Dans l'histoire de la nomenclature binominale, le caracal a été alternativement classé dans les genres Lynx et Felis, mais des travaux récents en biologie moléculaire tendent à montrer qu'il s'agit d'un genre à part entière apparenté au serval et au chat doré africain.

## Étymologie et dénominations
Le nom caracal a été donné à cet animal par Georges-Louis Leclerc, Comte de Buffon, dans l'Histoire naturelle, générale et particulière, parue en 1761, en référence à son nom en langue turque qu'il orthographiait « karrah-kulak » ou «  karacoulac » et qu'il pensait signifier « chat aux oreilles noires » (kara kulak se traduit en fait par « oreille noire » et karakulak signifie « caracal »). Il est appelé en persan siyah-gush (siyāh-gosh (سیاهگوش)) et dénommé dans le nord de l'Inde syahgosh ou shyahgosh (स्याहगोश) termes qui signifient également « oreille noire ».
En dialecte Toubou, il est appelé ngam ouidenanga qui signifie « chat gazelle » en raison de sa réputation de chasseur de gazelles dorkas. En afrikaans, il est dénommé rooikat qui signifie « chat rouge ». Il est nommé nghawa en xhosa, hwang ou twana en shona, thwani en venda, thwane en tswana, twani en lozi. En ndébélé il est appelé intwane et en siswati indabushe. En langue zoulou il se nomme ndabushe.
Bien qu'il soit également appelé « lynx du désert » ou « lynx de Perse », il n'est pas apparenté au genre Lynx mais bien au genre Caracal.

## Taxonomie

### Historique
La première mention écrite relative au caracal est probablement due à Pline l'Ancien dans son Naturalis historia publiée vers 77 où, d'après Alfred Ernout, le terme lynx (lyncas) de la traduction « L'Éthiopie produit des lynx en grand nombre [...] » se réfère au caracal,.

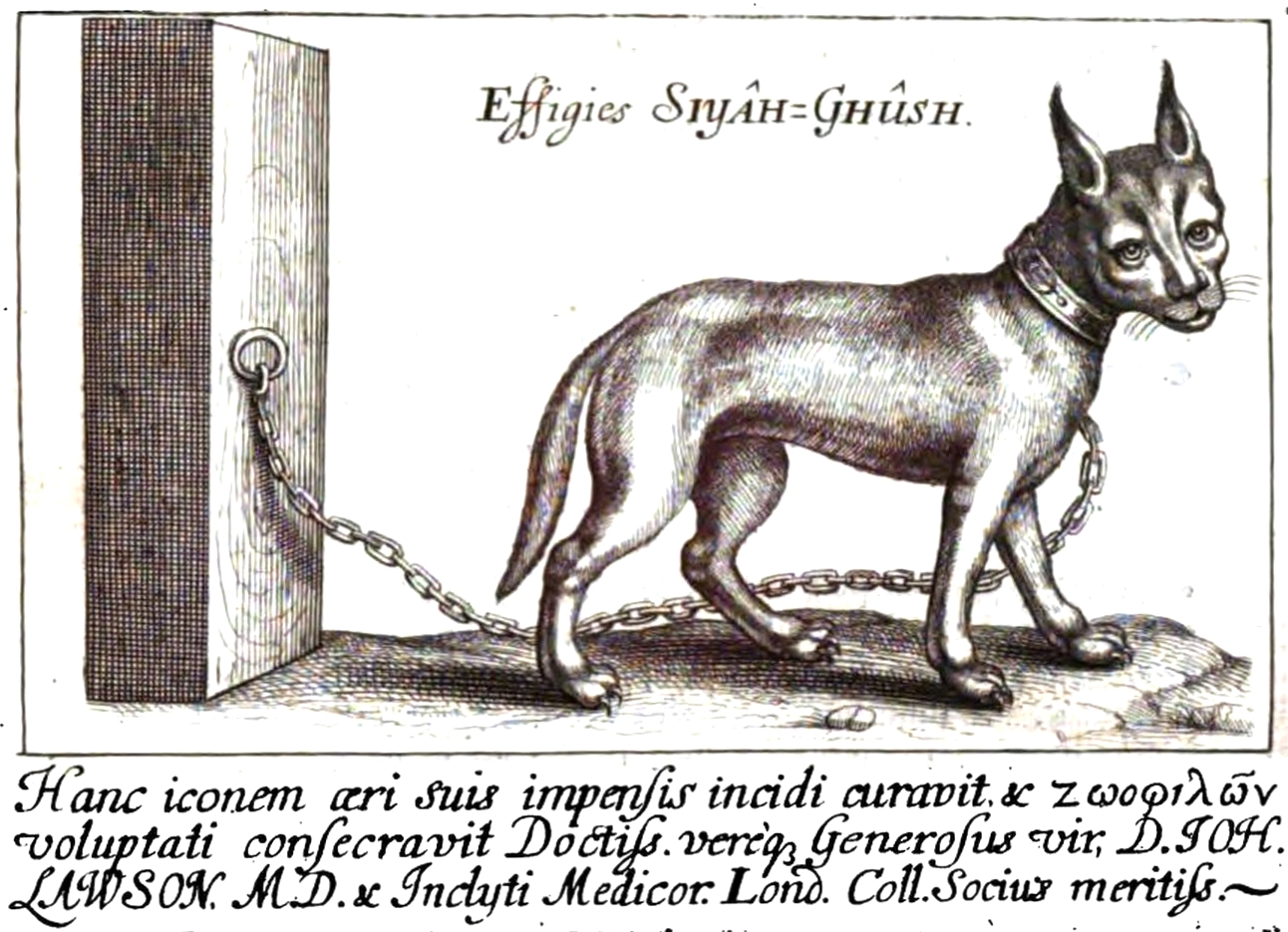
Illustration du caracal (siyah ghush) par Walter Charleton, 1677.

Les premières descriptions du caracal datent de la seconde moitié du XVIIe siècle et ont été réalisées lors de leurs voyages en Orient (en Syrie et en Irak) par Philippe de la Très Sainte Trinité en 1652, qui avait par ailleurs observé l'animal à la ménagerie de Florence, et Jean de Thévenot en 1674. La première description avec illustration représentant plus ou moins fidèlement le caracal est due à Walter Charleton en 1677.
Au cours de la première moitié du XVIIIe siècle, d'autres voyageurs font référence au caracal dans leurs récits. L'astronome allemand Peter Kolbe fait mention en 1719 de la présence du lynx dans la province du Cap qu'il identifie de manière erronée (il s'agit probablement du caracal) au lynx que l'on pouvait observer à cette époque dans le Brandebourg en Allemagne. Thomas Shaw décrit, en 1729, dans son carnet de voyage en Afrique du nord le « chat aux oreilles noires ».

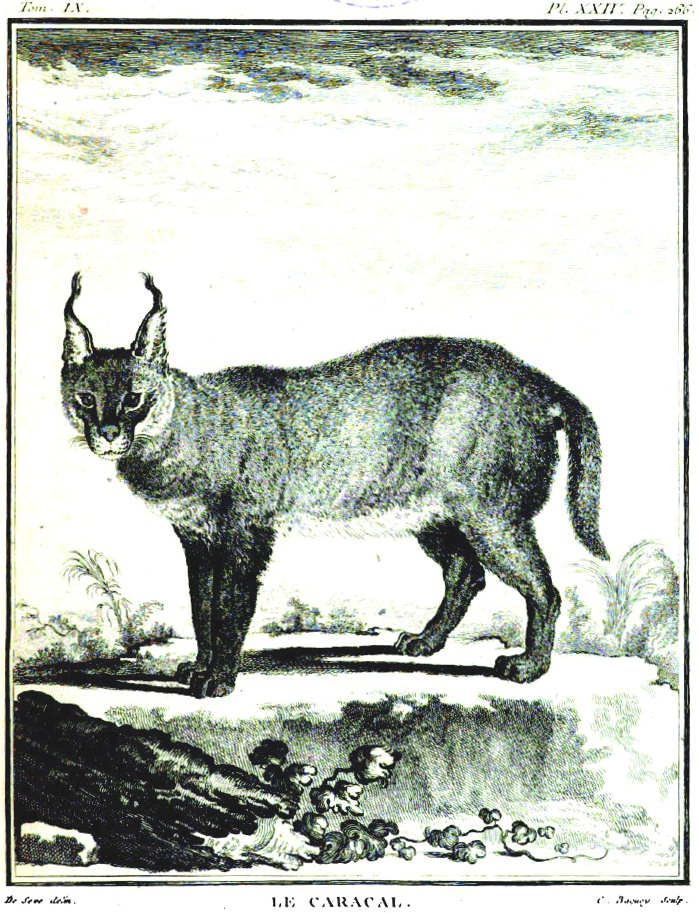
Gravure de Jacques de Sève du Caracal (1761).

Georges-Louis Leclerc, Comte de Buffon qui a donné son nom au caracal, a publié une description d'un animal observé en captivité à la ménagerie royale de Versailles, avec une illustration dans l'Histoire naturelle, générale et particulière en 1761, sans toutefois lui attribuer de nom binominal conformément au système linnéen. À la suite de la mort de l'animal, Buffon a réalisé sa dissection et une description plus complète, incluant son anatomie interne et son squelette.

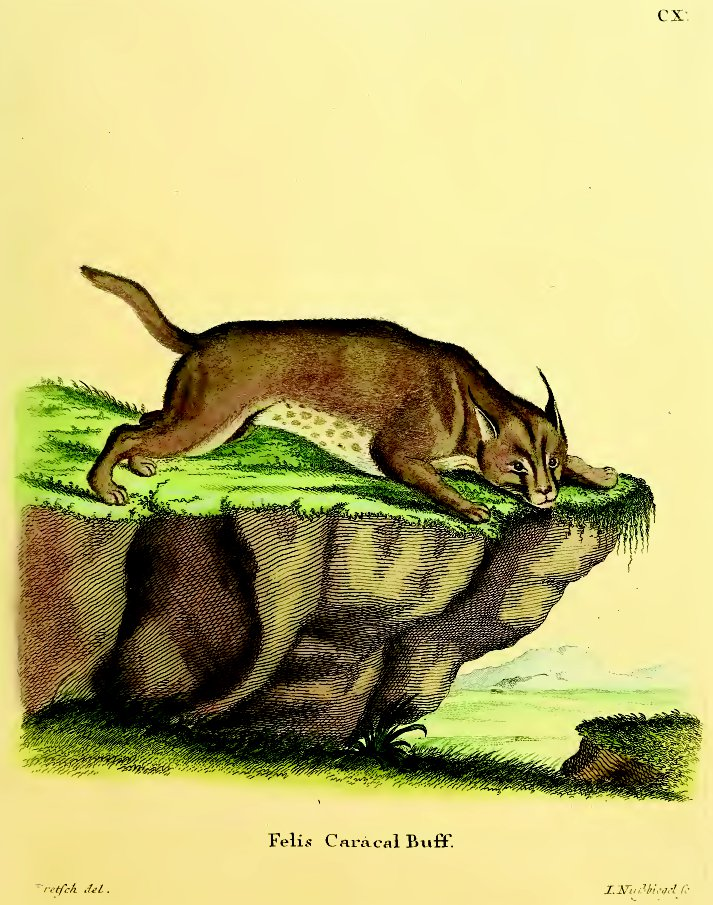
Gravure de caracal dans Schreber, 1776.

En 1776, le zoologiste allemand Johann Christian Daniel von Schreber décrit Felis caracal (qu'il attribue à Buffon) à partir d'un spécimen prélevé dans la région de la Montagne de la Table, en Afrique du Sud, considérée comme la localité type de l'espèce. Le genre Caracal ayant été créé par le naturaliste britannique John Edward Gray en 1843 sur la base de l'étude d'un spécimen prélevé dans la région du Cap de Bonne-Espérance et Felis caracal subrogé à ce genre, l’appellation taxinomique valide du caracal devient Caracal caracal (Schreber, 1776).
Il est à noter que le zoologiste allemand Philipp Ludwig Statius Müller a également décrit en 1776 le caracal sur la base d'un spécimen d'Afrique du nord et que certaines références anciennes attribuent à cet auteur la paternité de la description mais la publication de Schreber est antérieure à celle de Statius Müller et la règle de préséance s'applique.
Il est également à noter que la classification du caracal au sein des félidés a fait l'objet de désaccords et qu'il a été classé dans les genres Felis, Lynx, plus rarement Profelis, et Caracal. Les ouvrages les plus récents, et les opinions taxinomiques de grands muséums (comme le Muséum national d'histoire naturelle à Paris, le musée d'histoire naturelle de Londres, le musée d'histoire naturelle de Berlin ou le Musée national d'histoire naturelle des États-Unis à Washington) classent le caracal dans le genre Caracal et valident le nom binominal Caracal caracal (Schreber, 1776).

### Sous-espèces
L'espèce Caracal caracal comporte 8, ou 9, sous-espèces principalement distinguées par des différences de teinte de pelage et d'origine géographique, mais leur validité est discutable et elles pourraient être plus simplement considérées comme des variantes géographiques,.
- Caracal caracal caracal (Schreber, 1776)[19]. 
Cette sous-espèce est l'espèce type du Caracal caracal décrite par Johann Christian Daniel von Schreber en 1776 à partir d'un animal provenant de la Montagne de la Table (Afrique du Sud)[19].
– Distribution : Afrique centrale et Afrique du Sud. 
– Statut : Annexe II de la CITES; préoccupation mineure (UICN). 
– Synonymes[25] :
  - Caracal caracal coloniae Thomas, 1926[29].
  - Caracal caracal melanotis Gray, 1843[3].
  - Caracal caracal roothi (Roberts, 1926)[30].
- Caracal caracal algira (Wagner, 1841)[31]. Caracal caracal algira - Musée public d’histoire naturelle Giacomo Doria de Gênes, Italie.

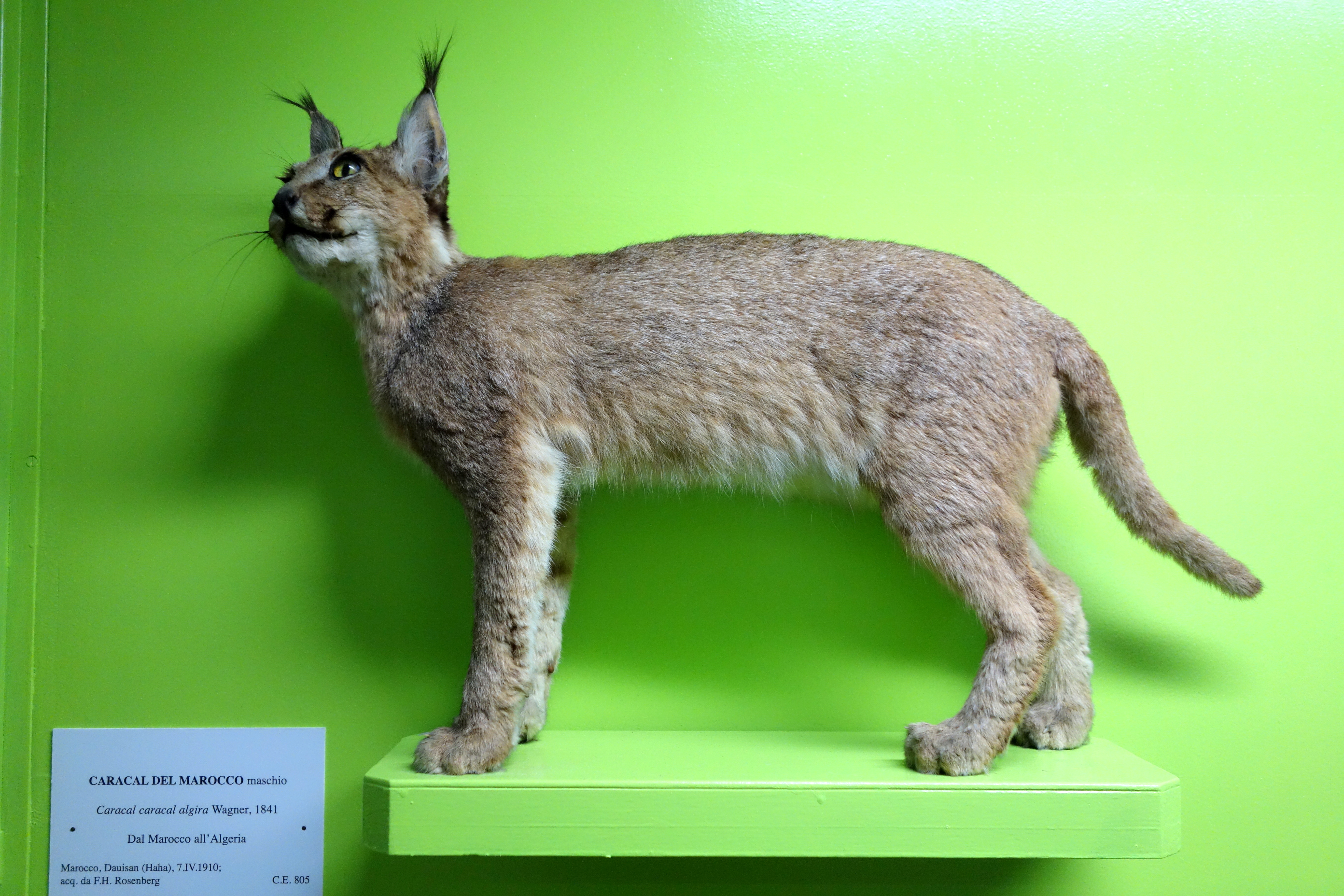
Caracal caracal algira - Musée public d’histoire naturelle Giacomo Doria de Gênes, Italie.

Cette sous-espèce a été décrite sous le nom Felis caracal algira par Moritz Wagner en 1841 à partir d'un animal provenant d'Algérie[31]. 
– Distribution : Afrique du Nord. 
– Statut : Annexe II de la CITES; préoccupation mineure (UICN). 
– Synonymes[25] :
  - Caracal caracal algiricus (J. Fischer, 1829)[32].
  - Caracal caracal berberorum Matschie, 1892[33].
  - Caracal caracal corylinus (Matschie, 1912)[34].
  - Caracal caracal medjerdae (Matschie, 1912)[34].
  - Caracal caracal spatzi (Matschie, 1912)[34].
- Caracal caracal damarensis (Roberts, 1926)[30]. 
Cette sous-espèce a été décrite sous le nom Lynx caracal damarensis par Austin Roberts en 1926 sur la base d'un animal provenant de Namibie[30]. 
– Distribution : Namibie. 
– Statut : Annexe II de la CITES; préoccupation mineure (UICN).
- Caracal caracal limpopoensis (Roberts, 1926)[30]. 
Cette sous-espèce a été décrite sous le nom Lynx caracal limpopoensis par Austin Roberts en 1926 sur la base d'un animal provenant du Nord Transvaal[30]. 
– Distribution : Botswana et Afrique du Sud (Nord Est). 
– Statut : Annexe II de la CITES; préoccupation mineure (UICN).
- Caracal caracal lucani (Rochebrune, 1885)[35]. 
Cette sous-espèce a été décrite sous le nom Lynx lucani par Alphonse Trémeau de Rochebrune en 1885 sur la base d'un animal provenant de Landana (Cabinda, Angola)[35]. 
– Distribution[36] : Gabon (Sud Ouest) - Angola (Cabinda) - République démocratique du Congo (Ouest) - Congo (Sud Ouest). 
– Statut : Incertain[Note 2].

- [Note 1]Caracal caracal michaelis (Heptner, 1945)[37],[38]. 
Cette sous-espèce a été décrite sous le nom Felis caracal michaelis par Vladimir Georgievich Heptner (Владимир Георгиевич Гептнер) en 1945 sur la base d'un animal provenant du Désert du Karakoum (Turkménistan)[37]. 
– Distribution[38] : Turkménistan - Ouzbékistan (est) - Kazakhstan (sud-ouest) - Iran (nord) - Afghanistan (nord). 
– Statut : Annexe I de la CITES; espèce menacée (UICN).
- Caracal caracal nubica (J. Fischer, 1829)[32],[39]. 
Cette sous-espèce a été décrite sous le nom Felis caracal nubicus par Johann Baptist Fischer en 1829 à partir d'un animal provenant de Nubie[32]. 
– Distribution : Éthiopie et Soudan[40]. 
– Statut : Annexe II de la CITES; préoccupation mineure (UICN). 
– Synonyme[25] :
  - Caracal caracal nubicus J. Fischer, 1829[32].
- Caracal caracal poecilotis Thomas & Hinton, 1921[41]. 
Cette sous-espèce a été décrite sous le nom Caracal caracal poecilotis par Oldfield Thomas et Martin A. C. Hinton en 1921 à partir d'un animal provenant des Monts Bagzane (Niger)[41]. 
– Distribution : Niger - Nigeria (Nord) - Afrique occidentale. 
– Statut : Annexe II de la CITES; préoccupation mineure (UICN).
- Caracal caracal schmitzi (Matschie, 1912)[34]. 
Cette sous-espèce a été décrite sous le nom Felis (Caracal) caracal schmitzi par Paul Matschie en 1912 sur la base d'un animal provenant du nord-ouest de la Mer Morte (Jordanie)[34]. 
– Distribution : Asie occidentale - Iran - Pakistan - Inde. 
– Statut : Annexe I de la CITES; espèce menacée (UICN). 
– Synonymes[25] :
  - Caracal caracal aharonii (Matschie, 1912)[34].
  - Caracal caracal bengalensis (J. Fischer, 1829)[32].
  - [Note 1]Caracal caracal michaelis (Heptner, 1945)[37],[38].

## Description

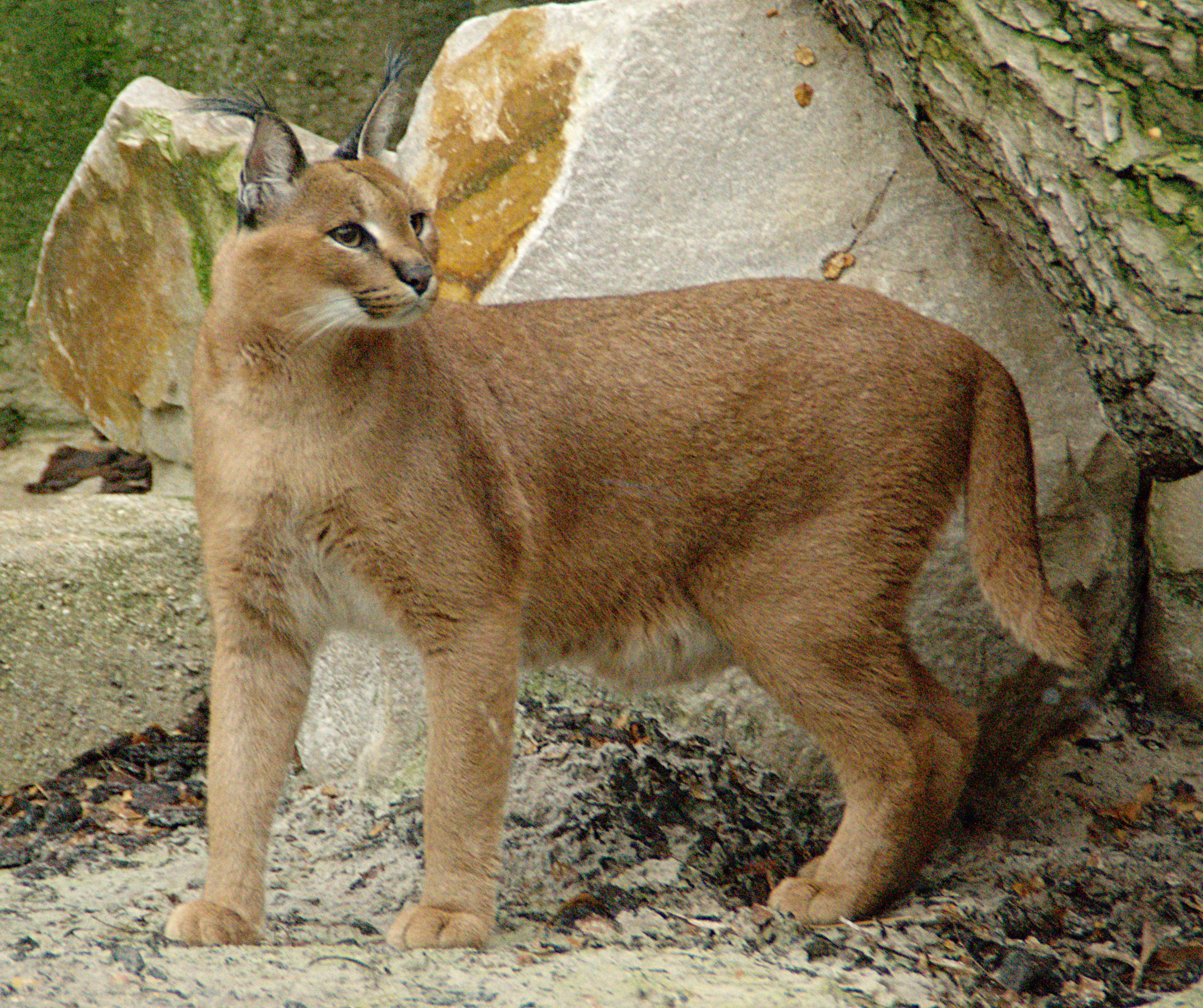
Caracal caracal

Le Caracal est un mammifère de la famille des félidés de taille moyenne avec de longues jambes et une queue relativement courte, qui représente 30 % de la longueur du corps de l'animal. Il se distingue par la présence d'un bouquet de longs poils noirs à l'extrémité des oreilles, dépassant quasiment leur longueur, caractéristique qu'il partage avec le Lynx et avec le chat des marais (Felis chaus). Son poil est court d'une couleur gris fauve à rougeâtre uniforme sur le dos, les côtés et la queue. Le menton, la gorge, la poitrine, le ventre et l'intérieur des jambes sont blanchâtres et peuvent être tachetés de spots rougeâtres ou fauves pâles,. Le train arrière très musclé est plus haut que le train avant. Les pattes du Caracal sont assez larges avec cinq doigts sur les pattes antérieures (dont le premier ne touche pas le sol) et quatre sur les postérieures munis de griffes rétractables de 3 cm de long. Le Caracal possède de nombreux poils raides qui émergent d'entre ses coussinets lui assurant un bon appui sur les sols meubles.

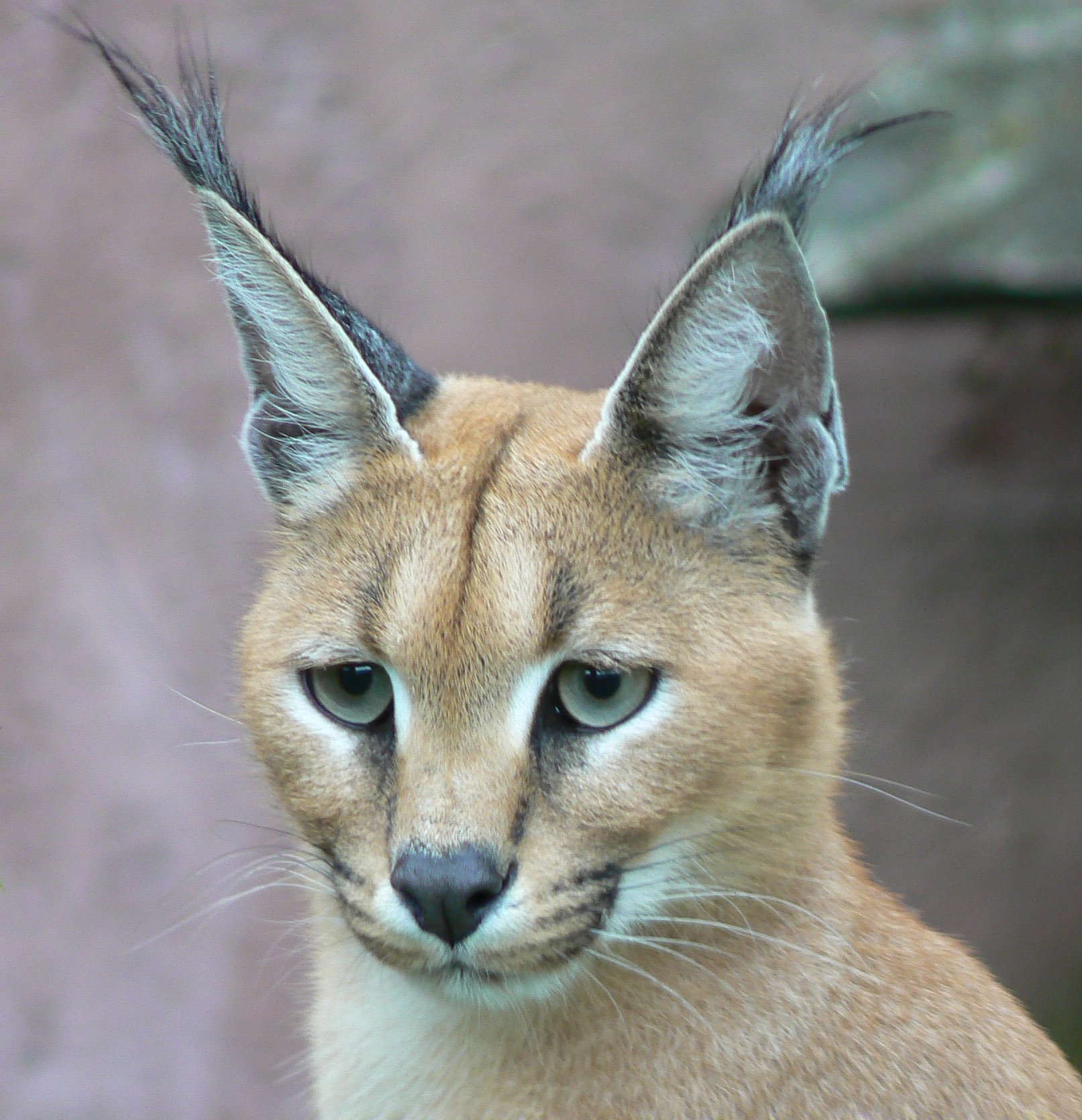
Marques faciales du Caracal

Le crâne est haut et bombé, la mâchoire courte avec une denture assez particulière. En effet, la majorité des individus ne possède pas de première petite prémolaire supérieure ce qui leur confère, tout comme le Lynx, un total de 28 dents mais dans 8 % des cas la présence de cette prémolaire leur confère une denture conforme à celle de la famille Felidae avec 30 dents. La tête du Caracal comporte des marques faciales caractéristiques qui comprennent une ligne très foncée allant du bas du bord interne de chaque œil au museau, une autre verticale passant au centre de la face très marquée sur le front et plus fine vers le museau et enfin, une marque allongée verticale très foncée au-dessus du bord interne des yeux. Deux marques blanchâtres encadrent les yeux et deux autres sont présentes de chaque côté du nez sous les narines. Des spots très foncés marquent la naissance des moustaches (vibrisses). L'arrière des oreilles, triangulaires et pointues, est noir. La surface intérieure du pavillon est recouverte de petits poils blancs. Les yeux sont de couleur claire, généralement verdâtres pouvant varier du marron au bleu. La pupille est plutôt ronde, potentiellement légèrement oblongue verticalement.
Les mâles peuvent atteindre une longueur de 106 cm sans la queue pour un poids maximal de 20 kg. Les femelles sont plus petites avec une longueur maximale de 103 cm sans la queue et un poids maximal de 16 kg.

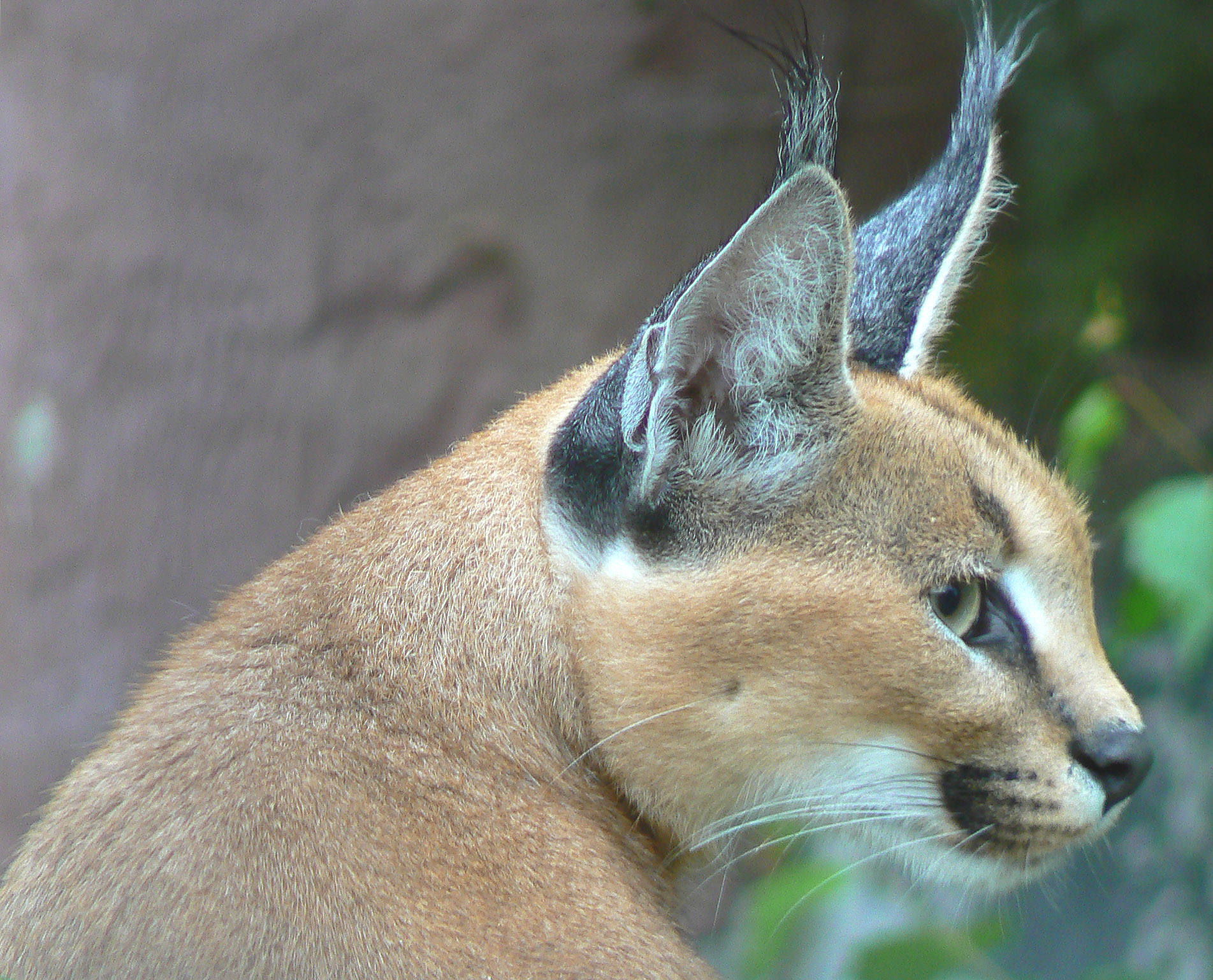
Tête d'un caracal de profil.

Le Caracal peut présenter des cas de mélanisme, où l'animal présente une couleur grise à noire.
|                        | Caracal caracal ♂ | Caracal caracal ♀ |
| ---------------------- | ----------------- | ----------------- |
| Longueur sans la queue | 62 à 106 cm,      | 61 à 103 cm       |
| Longueur de la queue   | 21 à 34 cm        | 20 à 34 cm        |
| Hauteur au garrot      | 40 à 46 cm,       | 40 à 46 cm,       |
| Poids                  | 8 à 20 kg,        | 7 à 16 kg,        |

## Espèces similaires
Le caracal a été par le passé classé dans le genre Lynx sur la base d'éléments d'identification communs. Le caracal possède de longs pinceaux de poils à l'extrémité des oreilles semblables à ceux du Lynx ainsi qu'un pelage ventral plus clair mais ses poils sont plus courts et sa robe unie de couleur fauve. Le chat doré africain (Caracal aurata), l'autre espèce du genre Caracal, lui est assez similaire mais sa robe tachetée et ses petits poils à l'extrémité des oreilles le différencient assez aisément. C'est également le cas du serval (Leptailurus serval). Le puma (Puma concolor) possède une robe fauve avec un pelage ventral assez similaire à celle du caracal mais ne possède pas les pinceaux sur les pointes des oreilles.

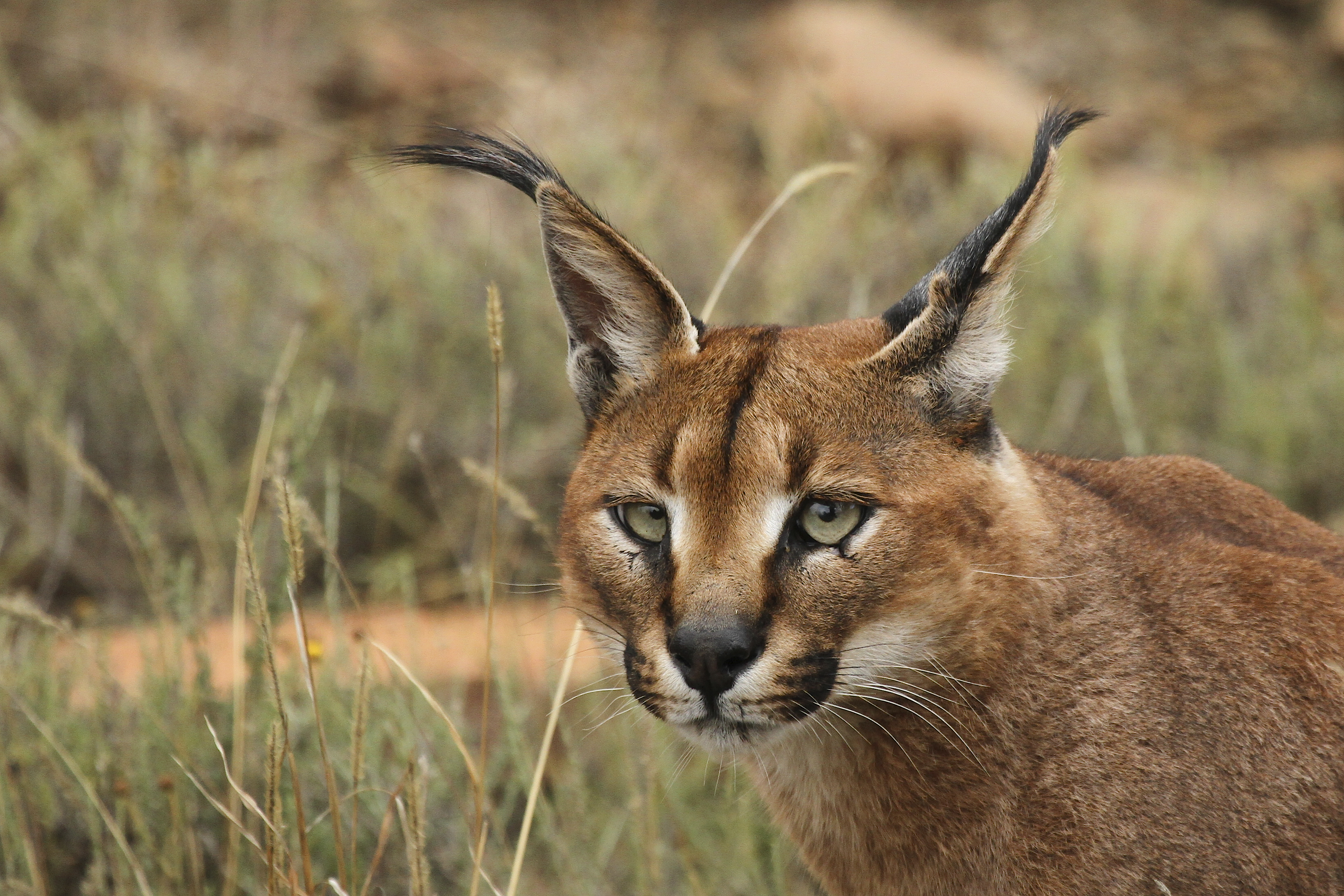
Caracal caracal
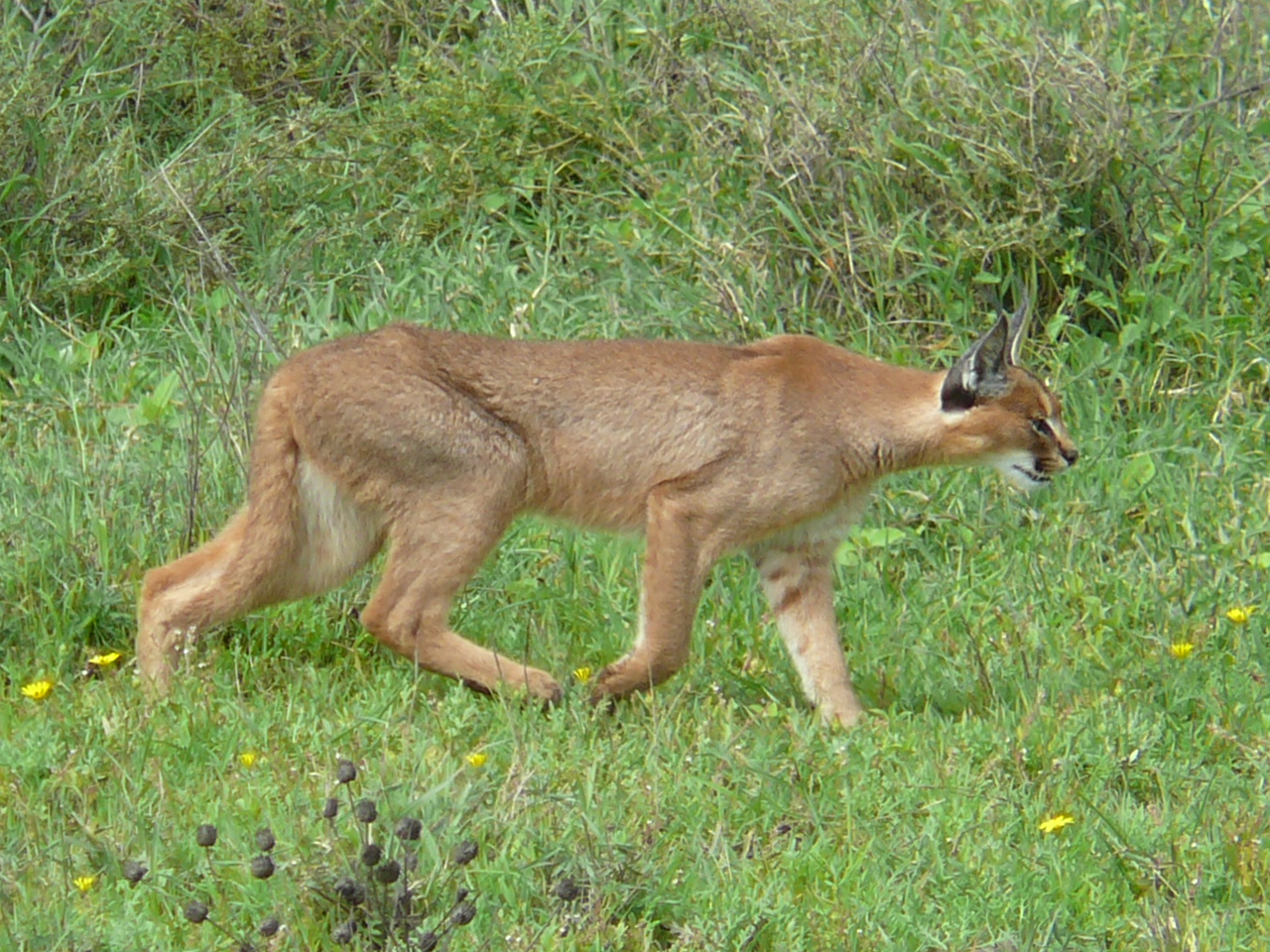
Caracal caracal
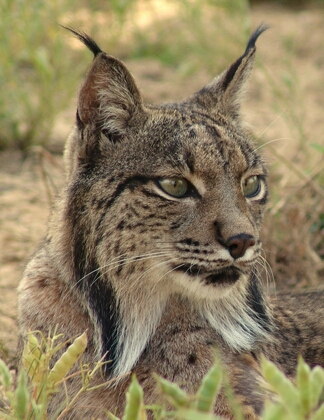
Lynx pardinus
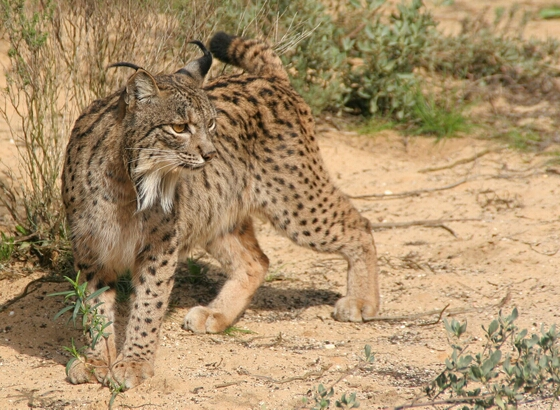
Lynx pardinus
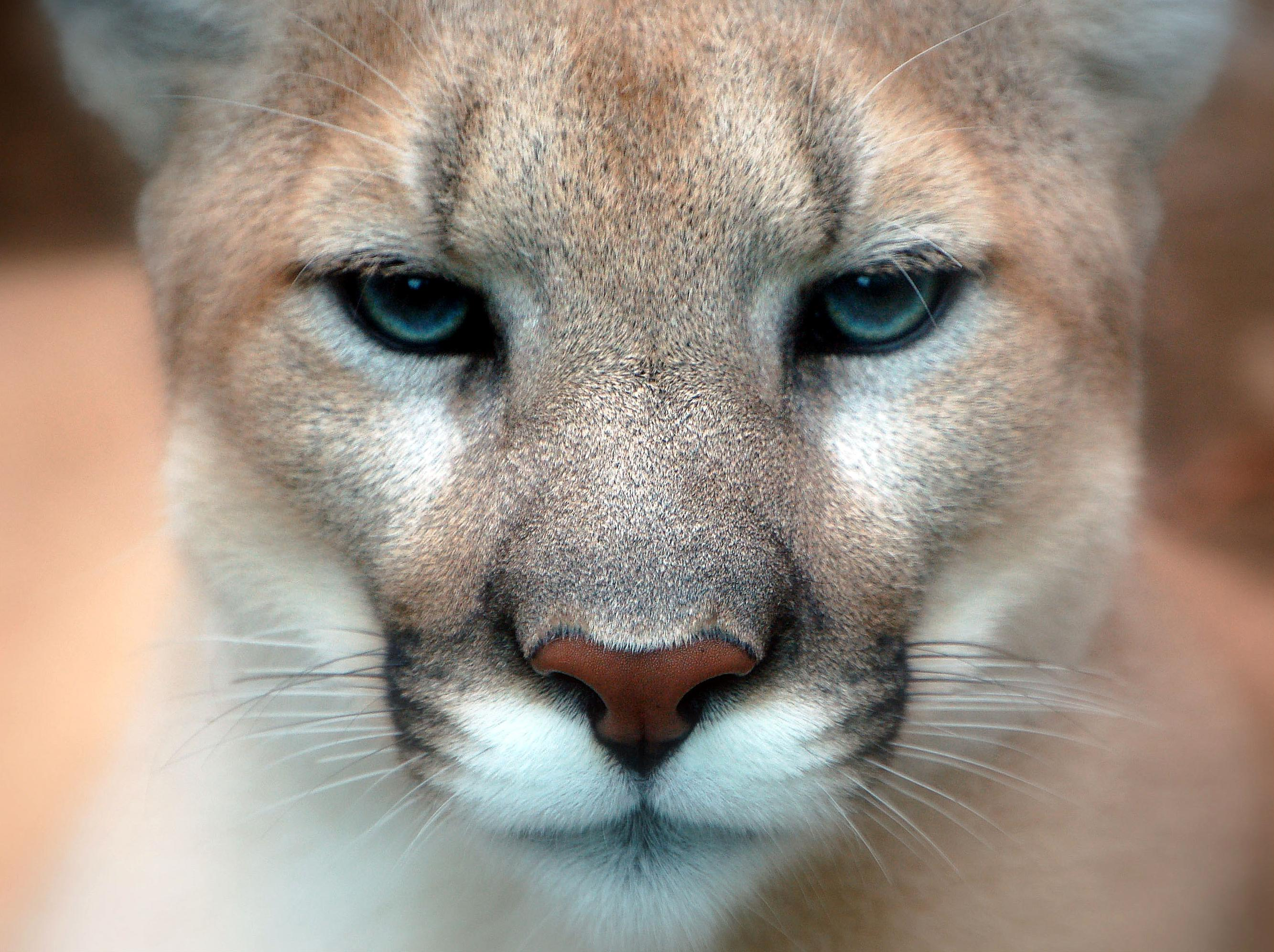
Puma concolor
Puma concolor

### Hybrides
Le caracal peut être croisé avec le serval, en donnant des individus féconds :
- caraval, issu du croisement entre caracal mâle et serval femelle[48] ;
- servical, issu du croisement entre caracal femelle et serval mâle[48].

Le croisement entre un caracal mâle et une chatte est possible, donnant un caracat, mais l'accouchement est problématique et la chatte est souvent incapable d'allaiter son petit.

## Écologie et comportement

### Comportement

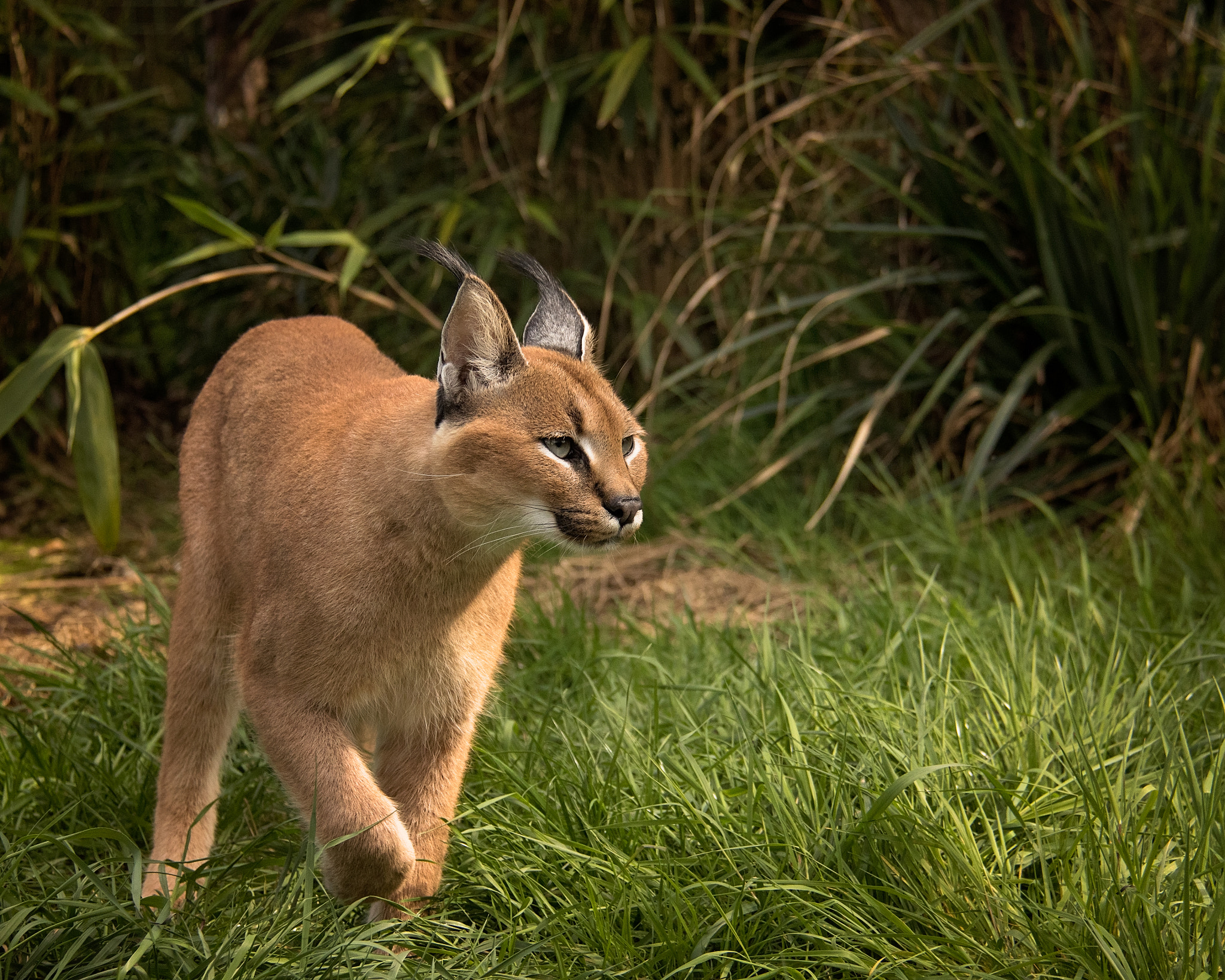
Caracal au sanctuaire des félins dans le Kent

Comme tous les félins, le caracal est un animal territorial et n'accepte pas d'autres félins sur son domaine qu'il marque en urinant sur les rochers et les arbustes afin d'y laisser des marques olfactives. Le caracal est solitaire mais on peut cependant le rencontrer en couple durant les périodes de reproduction et les femelles sont accompagnées de leurs petits jusqu'à l'âge de 10 mois. Le territoire des mâles chevauche celui de plusieurs femelles. Le caracal est un animal plutôt nocturne. Il a une activité diurne mais évite les heures les plus chaudes de la journée où il se retire probablement dans des grottes, des anfractuosités ou des cavités creusées par d'autres animaux.
Le corps de ce félin est plus délié que celui des lynx nordiques, ce qui en fait un excellent coureur. C'est également un excellent grimpeur. Ses oreilles caractéristiques pourraient lui servir de moyen de communication.

### Reproduction et cycle de vie

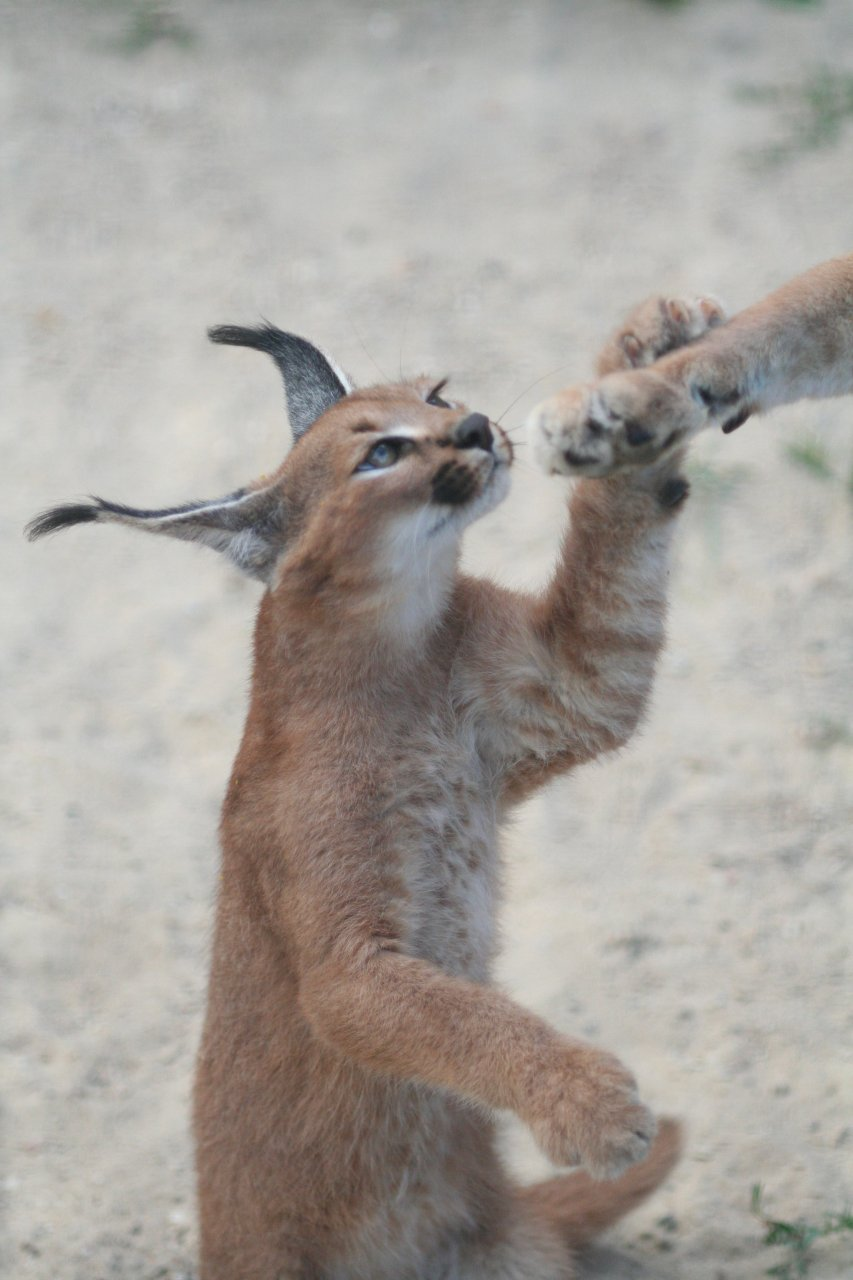
Jeune Caracal

Le Caracal atteint sa maturité sexuelle à partir de 7 à 12 mois pour les femelles et de 9 à 14 mois pour les mâles. Le cycle de la femelle est de 14 jours et la reproduction du caracal a lieu toute l'année. Elle peut présenter des pics saisonniers dans certaines régions et donner lieu, par exemple, à un pic des naissances entre octobre et février en Afrique Australe. Les femelles réceptives attirent les mâles par la sécrétion de marqueurs présents dans leurs urines. La phase de copulation est initiée par la femelle par une position de lordose (comme chez tous les félins). Les femelles peuvent mettre au monde, une fois par an, de un à six petits,, plus généralement de deux à quatre,, au terme d'une gestation de 68 à 81 jours,. Les petits naissent aveugles et leurs yeux s'ouvrent vers 9 à 10 jours. La période de lactation est de 4 mois mais les petits caracals mangent régulièrement de la viande dès 6 semaines. Les jeunes quittent leur mère vers 10 mois.
Le caracal peut vivre de 8 à 9 ans dans la nature et jusqu'à 20 ans en captivité.

### Prédation et alimentation

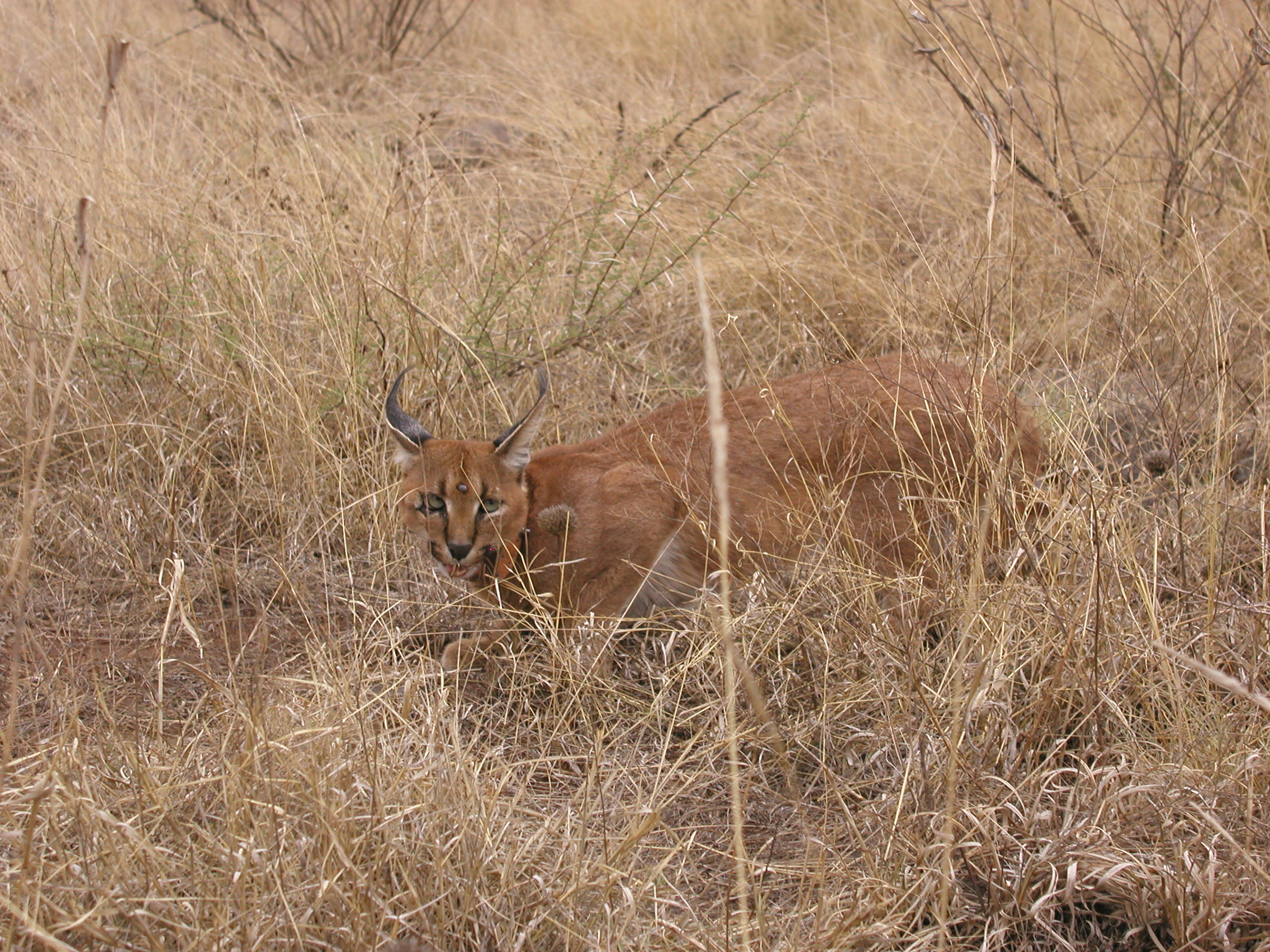
La robe fauve du caracal est un parfait camouflage dans les herbes sèches de la savane.

Le caracal est un prédateur principalement nocturne mais il chasse aussi le jour, plutôt à l'aube et à l'aurore, et en journée quand la température n'est pas trop élevée. Il repère ses proies à vue mais utilise aussi son excellente ouïe que lui confèrent ses longues oreilles pointues ornées de pinceaux noirs. Sa robe unie d'un jaune fauve s'harmonise parfaitement avec la couleur générale de la savane et des milieux arides dans lesquels il vit ce qui lui permet de bien se camoufler. À la manière d'un chat, il rampe en silence, le corps aplati contre le sol et s'approche de sa proie avant de bondir sur elle. Le caracal est considéré comme l'un des félins les plus rapides sur courte distance. Il grimpe et saute aussi très bien, et il peut faire des bonds de 3 mètres pour capturer des oiseaux en vol.

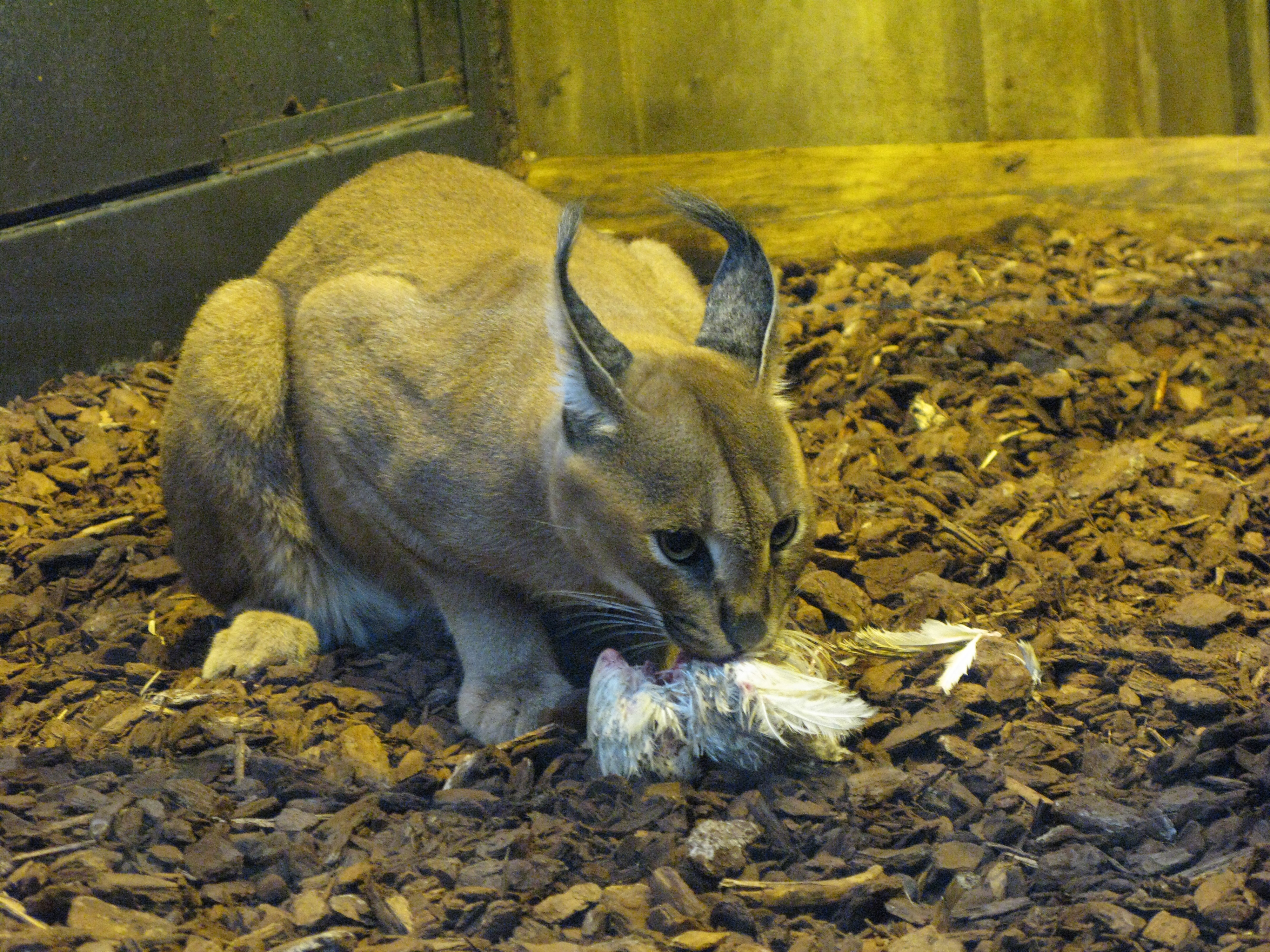
Un caracal en train de manger une volaille.

Il chasse surtout des damans, des lagomorphes comme le lièvre (Lepus saxatilis), des rongeurs  (Pedetes capensis, Xerus inauris, Parotomys brantsii, Rhabdomys pumilio, Gerbilliscus brantsii), des singes et de petits babouins, de petites antilopes (ourébis, dorcas ou Gazella dorcas, springboks (Antidorcas marsupialis) et des oiseaux (francolins et pintades, Ploceus capensis, Ardeotis kori, Eupodotis ruficrista, Alectoris melanocephala).
Il tue ses proies de plus grande taille comme les antilopes par morsure de la veine jugulaire.
Il peut intégrer à son régime alimentaire des poissons et des reptiles ainsi que des coléoptères. Plus surprenant, il peut s'attaquer à d'autres carnivores comme des otaries (Arctocephalus pusillus), des félins (Felis silvestris), des renards (Otocyon megaloti, Vulpes chama) ou des herpestidés (Cynictis penicillata).
Comme la plupart des félins, le caracal peut ingérer de l'herbe mais il mange aussi du raisin.
En Afrique australe, dans les zones où l'élevage extensif est pratiqué, un caracal prélève en moyenne, par an, environ 5 moutons domestiques (Ovis aries) pour une surface de 100 km2. Il peut aussi s'attaquer aux volailles domestiques.
La ration journalière de viande nécessaire à un caracal est estimée à 800 g.

## Habitat et distribution

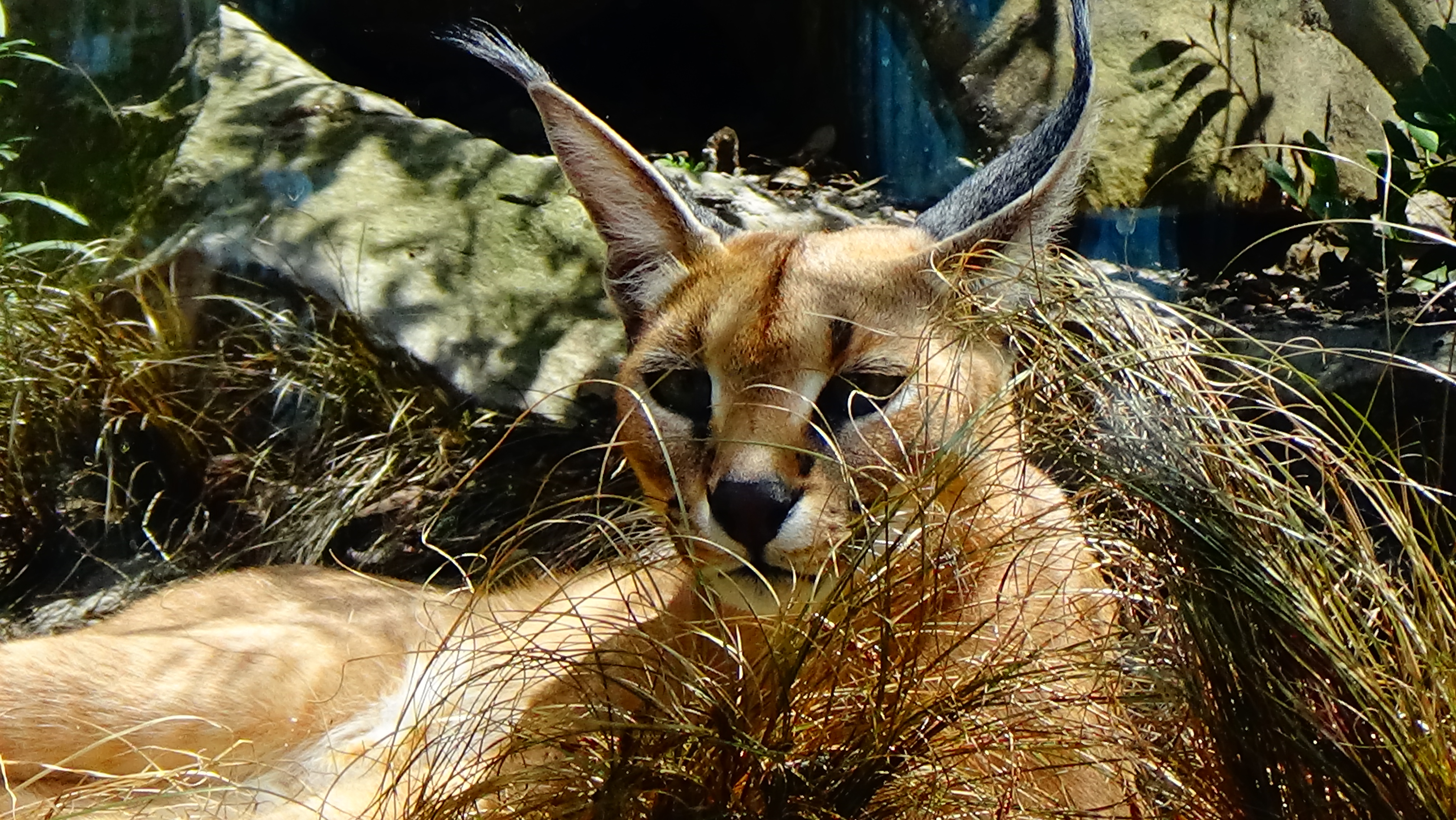
Caracal caracal femelle à la ménagerie du jardin des plantes de Paris

### Distribution
- Répartition du caracal

Répartition du caracal

L'aire de répartition du caracal comprend une large partie de l'Afrique et de l'Ouest de l'Asie depuis le Moyen-Orient jusqu'au Sous-continent indien.
Il est largement distribué sur le continent africain où il n'est absent que de la forêt équatoriale et des zones exclusivement désertiques comme le Sahara central. Il est par contre présent dans les zones semi-désertiques en lisière de désert comme la partie Est du Grand Erg Oriental ou dans les massifs montagneux du Hoggar, du Tassili n'Ajjer, du sud de l'Atlas et de l'Aïr. Dans les zones semi-désertiques, son aire de répartition coïncide avec celle des gazelles du désert et a subi des réductions notables en Afrique du Nord et en Afrique de l'Ouest. Il est présent dans toute l'Afrique Australe. Son aire de répartition africaine inclut l'Afrique du Sud, l'Algérie, l'Angola, le Bénin, le Botswana, le Burkina Faso, le Cameroun, la République Démocratique du Congo, la Côte d'Ivoire, la République Centrafricaine, Djibouti, l'Égypte, l’Érythrée, l’Éthiopie, la Gambie, le Ghana, la Guinée, la Guinée-Bissau, le Kenya, le Lesotho, la Libye, le Malawi, le Mali, la Mauritanie, le Maroc, le Mozambique, la Namibie, le Niger, le Nigeria, l'Ouganda, le Sahara Occidental, le Sénégal, la Somalie, le Soudan, la Tanzanie, le Tchad, le Togo, la Tunisie, la Zambie et le Zimbabwe. En Afrique du Nord, le caracal est considéré comme rare et en danger : il est listé comme « quasi menacé » sur la liste rouge en Méditerranée. En Algérie, l'espèce est évaluée comme en danger d'extinction et est protégée par la loi (décrêt 509 du 20 août 1983, révisé par le décrêt 12-135 de 2012). Les preuves de présence sont très ténues. Par exemple, dans l'Ouarsenis, deux observations confirment la présence du caracal en 2003 et en 2016 ; la précédente datait de 1954.
La présence du caracal est plus rare en Asie, et sa situation en Asie centrale et au Pakistan est préoccupante. Son aire de répartition asiatique inclut l’Afghanistan, l'Arabie Saoudite, les Émirats arabes unis, l'Inde, l'Irak, l'Iran, Israël, la Jordanie, le Kazakhstan, le Koweït, le Liban, Oman, le Pakistan, la Syrie, le Tadjikistan, la Turquie, le Turkménistan, l’Ouzbékistan et le Yémen. En Iran, le caracal est présent dans tout le pays, hormis dans les forêts humides autour de la mer Caspienne, les déserts arides du centre du territoire et dans le Caucase. L'espèce est classée comme quasi menacée par la loi iranienne sur la chasse et la pêche de 1967.  
En Inde, le caracal était historiquement présent dans une large partie du nord-ouest et du centre du pays. La population y connaît une diminution importante depuis une quarantaine d'années, un phénomène pour lequel les raisons ne sont pour l'instant pas établies. En l'état, deux bassins de population sont recensés dans les États du Rajasthan et du Gujarat, au Parc national de Ranthambore et dans la région du Kutch, avec un nombre total estimé à une cinquantaine d'individus. L'espèce risque une extinction locale à long terme, et semble déjà avoir disparu à échelle plus réduite, au Madhya Pradesh notamment, où elle était autrefois observée au sanctuaire de Kuno Palpur. Le caracal est inclus dans la première annexe de la Wildlife (Protection) Act, 1972, un texte de loi lui assurant la plus haute protection possible dans la législation indienne.

### Habitat
Le Caracal occupe des habitats très variés depuis les environnements semi-désertiques comme les steppes jusqu'aux forêts de conifères et les maquis en passant par la savane. Il préfère les régions arides avec un environnement accidenté et rocailleux mais est également présent en lisière de forêt humide. Il peuple également les zones montagneuses jusqu’à une altitude de 3 300 mètres dans les montagnes éthiopiennes.

## Menaces
Les principales menaces pesant sur le caracal sont la destruction de son habitat avec notamment la désertification qui pourrait être l'une des causes de sa raréfaction en Afrique septentrionale et son élimination par les éleveurs, pour prévenir ses déprédations sur les animaux domestiques. En Asie, le félin est menacé par la perte et la fragmentation de son habitat. En Iran, les principales menaces sont les conflits avec l'humain, les meurtres en représailles, la disparition des proies et les collisions routières.

### Prédateurs naturels
Si le Caracal peut s'attaquer à d'autres carnivores plus faibles, il peut également être la proie de prédateurs plus massifs et plus puissants que lui. Il s'agit en premier lieu des grands félins comme le lion (Panthera leo), le léopard (Panthera pardus) ou le guépard (Acinonyx jubatus), mais également de certains canidés comme le loup et la hyène ou, de manière plus surprenante, le chacal (Canis mesomelas), qui peut s'attaquer aux très jeunes caracals.

### Parasites et maladies
Le Caracal peut être porteur de certains vers parasites tels que Toxocara mystax, Macracanthorhynchus catulinus ou du genre Physaloptera. Il peut également être porteur d'ectoparasites comme la puce Synosternus longispinus ou les tiques des genres Hyalomma (Hyalomma asiaticum), Amblyomma (Amblyomma marmoreum), Haemaphysalis (Haemaphysalis colesbergensis, Haemaphysalis elliptica, Haemaphysalis zumpti), Ixodes (Ixodes pilosus, Ixodes rubicundus), Rhipicentor (Rhipicentor bicornis, Rhipicentor nuttalli) ou Rhipicephalus (Rhipicephalus evertsi evertsi, Rhipicephalus gertrudae).
Le caracal peut être infecté par la bactérie Aeromonas hydrophila, ce qui peut provoquer la mort de l'animal par septicémie foudroyante. Il peut être porteur du coronavirus félin mais le risque de péritonite infectieuse féline est limitée chez les individus sauvages au comportement relativement solitaire.
Le caracal est un vecteur potentiel de la rage.

## Conservation
Le Caracal est une espèce protégée dont les populations asiatiques sont classées en Annexe I de la CITES et les populations africaines en Annexe II. Dans le statut de conservation de l'UICN, le Caracal est classé en préoccupation mineure du fait de sa présence relativement abondante en Afrique Australe.
La chasse de l'espèce est interdite en Afghanistan, en Algérie, en Égypte, en Inde, en Iran, Israël, Jordanie, au Kazakhstan, Liban, Maroc, Pakistan, Syrie, Tadjikistan, Tunisie, Turquie, Turkménistan et l'Ouzbékistan. En Afrique subsaharienne, la chasse du caracal est interdite dans environ la moitié de son aire de répartition. En Namibie et en Afrique du Sud, le caracal est considéré comme un animal nuisible du fait de ses déprédations sur les cheptels ovins, ce qui permet aux éleveurs de le tuer sans restriction ; le Caracal reste néanmoins très répandu en Afrique australe.

### Espaces protégés
Dans son aire de répartition, le Caracal est présent dans de nombreux espaces protégés comme les réserves naturelles et les parcs nationaux (Cf. listes non exhaustives ci-après), avec en premier lieu ceux d'Afrique Australe.

### En captivité

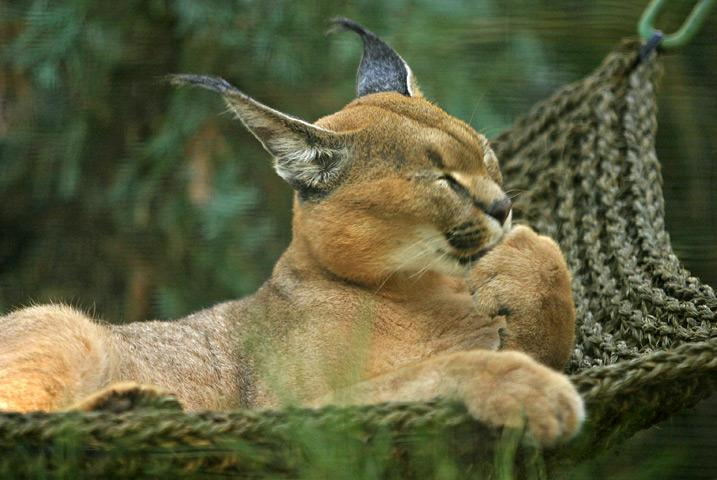
Un caracal dans un hamac au zoo de San Diego.

Plusieurs associations de zoos participent à des plans de gestion de la population de Caracals en captivité comme l'Association européenne des zoos et aquariums (EAZA) ou l'Association des zoos et aquariums nord-américains (AZA). Plusieurs naissances de Caracals ont été enregistrées ces dernières années dans différents zoos : au zoo de Mysore (2007) en Inde, au zoo de l'Oregon (2011) à Portland aux États-Unis, au zoo de Bratislava (2012), au zoo d'Exmoor (2013) en Angleterre et au zoo de Berlin (2013). À l’Île Maurice au parc Casela (2015).

## Le caracal et l'Homme

### État de l'art
Les connaissances sur le caracal sont considérées comme faibles : peu d'informations sont disponibles sur la biologie et le statut de ce félin. Les données sont particulièrement faibles pour les populations asiatiques.

### Utilisation du caracal

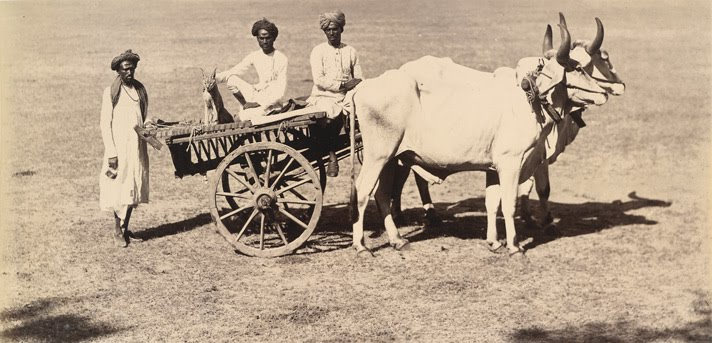
Un caracal domestique (dans la charrette) dans l'État de Baroda (Inde) vers 1890.

Le caracal a été utilisé par l'Homme pour pratiquer la chasse au lapin et au lièvre mais également aux gros oiseaux. Cette pratique ancienne et aujourd'hui abandonnée, était réservée à la noblesse du sous-continent indien et d'Orient mais aussi à celle d'Italie au Moyen Âge.
Plus récemment, le caracal a été utilisé sur une base aérienne militaire d'Afrique du Sud pour en chasser les oiseaux.
La fourrure du caracal ne semble pas présenter d'intérêt commercial.
Des cas de domestication peuvent être rencontrés.

### Utilisation de l'image du caracal

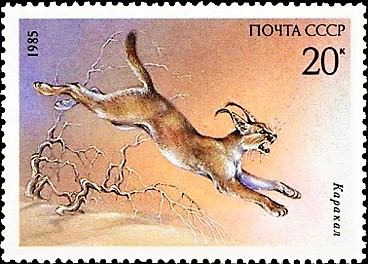
Timbre (URSS, 1985)

L'image du caracal est régulièrement utilisée sur les timbres postaux. Le caracal fait généralement partie de la faune des pays qui émettent ces timbres (Algérie 1986, Afrique du Sud 2011, Botswana 1987, République Démocratique du Congo 1999, Émirats arabes unis 2003, Guinée Equatoriale 1965, Inde 1976, Israël 1967, Kirghizistan 1996, Koweït 2002, Maroc 1975, Namibie 2007, Ouganda 2012 et 2014, Somalie 1998, Territoire français des Afars et des Issas 1973, URSS 1985...) mais il existe des exceptions (Cambodge 1996, Îles Marshall 2009, Laos 1981...).
Le caracal figure également sur des séries spéciales de pièces de monnaie en argent (Oman 1977 (2½ rials), Kazakhstan 2009 (100 tenges), Turkménistan 1999 (500 manats)) ou en or (Afrique du sud 2004 (10, 20, 50, 100 rands)).
Le caracal a été choisi comme mascotte des 13e championnats du monde d'athlétisme en salle qui ont eu lieu à Doha au Qatar en 2010.
Ses aptitudes de prédateur valent probablement au caracal une utilisation de son image dans le domaine militaire. Ainsi, caracal est le nom utilisé dans l'armée de l'air française pour désigner l'hélicoptère militaire Eurocopter EC725 Caracal et c'est également le nom d'un véhicule militaire blindé d'origine israélienne, le Plasan Sand Cat. La société Caracal International LLC des Émirats arabes unis produit le pistolet Caracal. Une unité de l'armée israélienne porte également le nom de bataillon Caracal.

### Le caracal dans la culture
L'Homme représente le caracal depuis l'antiquité. Sur les représentations les plus anciennes, l'identification sans ambiguïté du caracal est difficile du fait des traits stylisés utilisés, de leur état de conservation et de la ressemblance du caracal avec le lynx et le serval notamment.

#### Antiquité
Le panthéon de l'Égypte antique comporte de nombreuses divinités à tête de félin. Certaines pourraient combiner plusieurs espèces dont le caracal comme les déesses Mafdet, Bastet et Sekhmet et conséquemment Pakhet. Il existe peu de représentation du caracal proprement dit dans l'ancienne Égypte. Ces quelques représentations décorent des tombes comme celle d'Antefoker de la nécropole de Thèbes (XIIe dynastie, règne de Sésostris Ier, XXe siècle av. J.-C.) ou celle de Khnoumhotep III (XIIe dynastie, règne de Sésostris II, XIXe siècle av. J.-C.) de la nécropole de Beni Hassan. Le Caracal, comme de nombreux autres animaux tels le chat ou le chacal, a fait l'objet d'un culte en tant qu'animal sacré.
Le caracal figure sur les gravures rupestres du Wadi Ramm dans le sud de la Jordanie dont les plus anciennes semblent dater de l'âge du bronze ancien (XVIIIe siècle av. J.-C.).
La mosaïque du Nil (IIe siècle av. J.-C.) de Palestrina comporte une représentation de caracal (décrit par l'inscription lynx) reconnaissable à ses longs pinceaux sur les oreilles.
Un caracal attaquant un mouflon est représenté sur le verso no 38 du Papyrus d'Artémidore (Ier siècle av. J.-C.). Bien que l'authenticité du papyrus soit controversée, il est à noter que le caracal (dénommé lynx sur le papyrus) fait partie des 44 animaux représentés.
Plusieurs rhytons en argent figurant le caracal, datés du Ier siècle av. J.-C. et provenant d'Iran ou d'Asie centrale (Empire parthe), sont visibles au musée Miho de Kyoto au Japon. Un autre est exposé au Metropolitan Museum of Art de New York.

#### Moyen Âge
Dans l'Italie du Moyen Âge, quelques illustrations de félins pouvant être identifiés au caracal peuvent être observées sur des fresques ou des enluminures. Le caracal apparaît ainsi sur un détail des fresques de la basilique Sant'Angelo in Formis de Capua datées entre 1072 et 1087. Il est également représenté sur une enluminure du Liber ad honorem Augusti de Pierre d'Éboli datée de 1195-1197.
En orient, Il est fait référence au caracal (sous son nom persan, siyah gosh) et de son comportement vis-à-vis du lion dans le Golestân de Saadi, œuvre poétique persane écrite en prose en 1259. Le caracal suit le lion pour se nourrir de ses restes sans toutefois s'approcher trop au risque d'y laisser la vie, comportement que Saadi rapproche de celui des princes vis-à-vis du sultan.
Le caracal est communément présent dans l'art du livre Moghol. Il illustre par exemple les marges d'une copie du XVIe siècle du Yusuf va Zulaykha.

#### Époque contemporaine
Quelques peintres et sculpteurs animaliers de l'époque contemporaine utilisent parfois le Caracal comme modèle.
Dans le domaine de la peinture animalière, le Caracal mangeant un faisan (Caracal and Pheasant) d'Antoine-Louis Barye (1795-1875) est visible au Metropolitan Museum of Art de New York et le Caracal (1902) de Charles Livingston Bull (en) (1874-1932) au National Museum of Wildlife Art de Jackson Hole (Wyoming, États-Unis).
Dans le domaine de la sculpture animalière, le Lynx caracal à la patte levée (1936) de Maurice Prost (1894-1967), réalisé en pierre de Premeaux (pierre de Comblanchien), est exposé au musée Robert-Dubois-Corneau de Brunoy (France). Le Caracal compte au nombre des œuvres de sculpteurs animaliers actuels comme les bronzes d'Hamish Mackie (en), de Mark Coreth (en) ou de Kent Ullberg (sv), ou encore les sculptures de métaux de récupération d'Harriet Mead (en).
Plus récemment encore, le caracal connu sur internet sous le nom Big Floppa est considéré comme un Mème Internet.